# Arhopala tropaea
Arhopala tropaea är en fjärilsart som beskrevs av Corbet 1941. Arhopala tropaea ingår i släktet Arhopala och familjen juvelvingar. Inga underarter finns listade i Catalogue of Life.